# Rolls-Royce Turbomeca RTM322
El Rolls-Royce Turbomeca RTM322 es un motor turboeje producido por Rolls-Royce Turbomeca Limited, una empresa conjunta entre la británica Rolls-Royce plc y la francesa Turbomeca. El motor fue diseñado para ser equipado en una amplia gama de helicópteros militares y comerciales. El RTM322 también puede ser empleado en aplicaciones industriales y marítimas. 
El primer pedido para el RTM322 fue recibido en 1992 para motorizar 44 helicópteros Merlin HM1 de la Royal Navy para entrar en servicio en 1998.
En 2013, Turbomeca adquirió la totalidad del programa.

## Aplicaciones
- AgustaWestland Apache
- AgustaWestland AW101
- NHI NH90

## Especificaciones (Mk 250 o 02/8)
Características generales
- Longitud: 1,17 m
- Diámetro: 0,65 m
- Peso: 228 kg

Componentes
- Compresor: 3HP + 1CFHP
- Turbina: 2HP, 2PT

Rendimiento
- Potencia de salida máxima: 1.693 kW (2.270 HP)
- Relación de presión general: 14,2